# S. Robson Walton

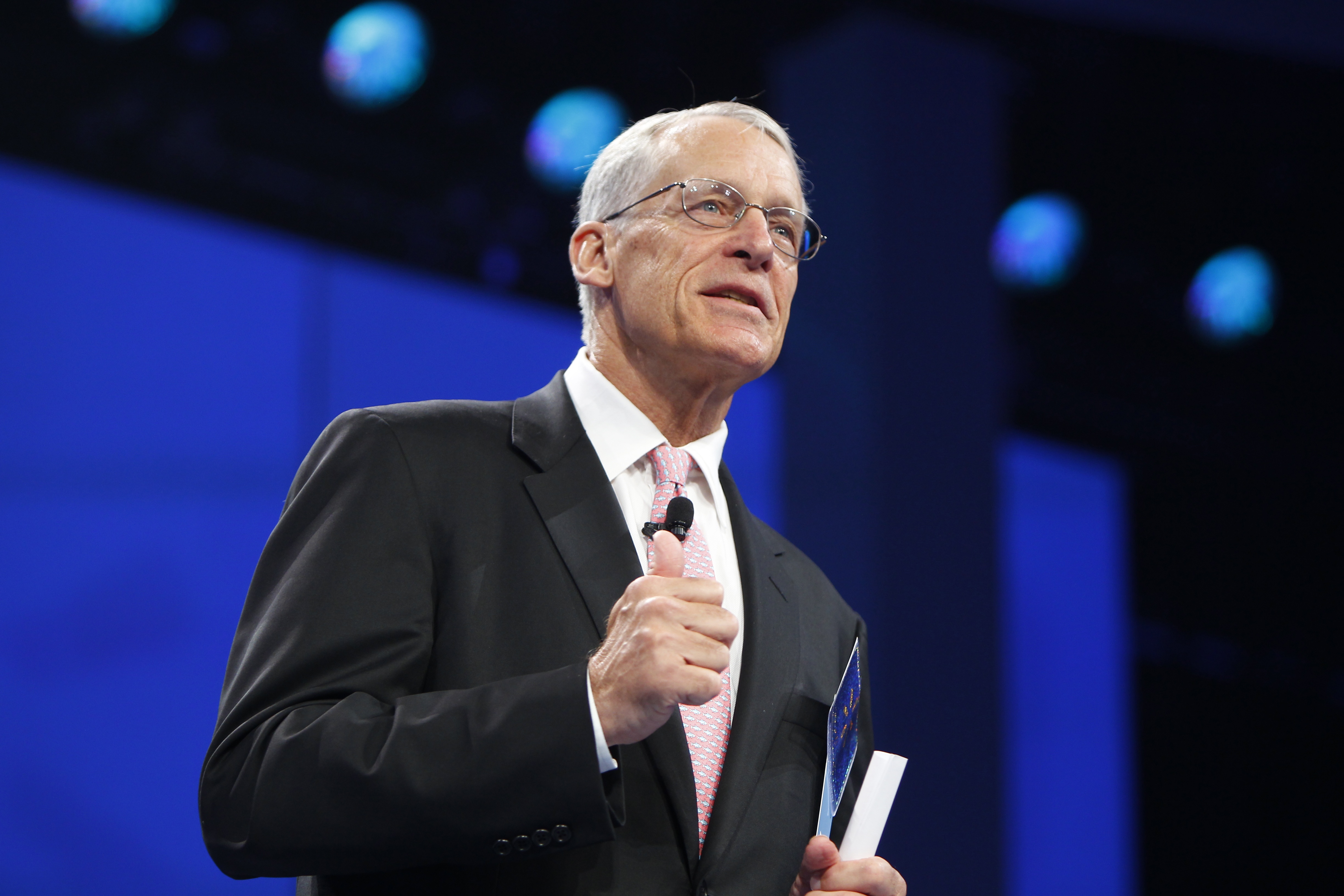
Rob Walton (2011)

Samuel Robson „Rob“ Walton (* 28. Oktober 1944 in Tulsa, Oklahoma) ist ein US-amerikanischer Unternehmer und Multimilliardär. Er war von 1992 bis 2015 Chairman of the Board of Directors der weltgrößten Lebensmittelkette Wal-Mart Stores.
Rob Walton ist der älteste Sohn von Sam Walton und Helen Robson Walton. Er übernahm die Leitung der von seinem Vater gegründeten Wal-Mart Stores und steuerte somit das umsatzstärkste Unternehmen der Welt mit insgesamt über 2,3 Millionen Beschäftigten (2015).
Am 8. Juni 2022 erhielt das von Rob Walton geführte Konsortium den Zuschlag zum Erwerb der NFL-Franchise der Denver Broncos. Der Kaufpreis beträgt 4,65 Milliarden Dollar.

## Vermögen
Auf der vom Wirtschaftsmagazin Forbes Magazine veröffentlichten Liste der reichsten Menschen der Welt des Jahres 2015 steht er mit einem Vermögen von 39,1 Milliarden US-Dollar auf Platz 12.